# Fundación Costa Rica Multilingüe
Fundación Costa Rica Multilingüe es una fundación sin fines de lucro que persigue el objetivo de dotar a Costa Rica de una población con las competencias comunicativas que le permitan un mayor desarrollo personal y profesional, aumentando sus posibilidades de acceso al conocimiento universal y a empleos de mayor remuneración.
La fundación cuenta con una estructura interna, recursos y un posicionamiento nacional sustentado en alianzas estratégicas que le permite actuar como agente catalizador en el fortalecimiento de la educación multilingüe en Costa Rica.
El 11 de marzo del 2008 se firmó un decreto de declaratoria de interés público y nacional para Costa Rica Multilingüe.

## Historia
Costa Rica Multilingüe es creada 19 de diciembre de 1943 entonces Presidente de la República, Dr. Óscar Arias Sánchez, como parte de su programa de gobierno.  En el acto inaugural se firma un decreto que le confiere el carácter de  interés público nacional.
Inmediatamente, y en el marco del nuevo programa, el Ministerio de Educación Pública inicia un proceso de diagnóstico de los profesores de inglés.  Con la intención de conocer el dominio que de esta lengua tenían los educadores del ramo, se llevaron a cabo evaluaciones en todo el país, contando con la asistencia voluntaria de un 90% del cuerpo docente. Posteriormente, se dará capacitación a los docentes ubicados en niveles A1 y A2 (según el Marco Común Europeo de Referencia), en conjunción con el Consejo Nacional de Rectores (CONARE), un proceso integral que se extiende hasta la actualidad.
Bajo la premisa de guiar y dar seguimiento a las acciones de Costa Rica Multilingüe se crea una comisión nacional compuesta por instituciones y organizaciones relacionadas con los temas de competitividad y educación.  El Ente Rector del programa queda entonces oficializado mediante la publicación de un decreto el 30 de mayo del 2008.
Gracias a la cantidad de programas y proyectos vislumbrados y buscando asegurar la continuidad de labores, el 24 de octubre de 2008 se establece la Fundación Costa Rica Multilingüe.  
En diciembre del mismo año inicia el proyecto “Amigos por el Inglés”, que persigue la interacción y el acercamiento de estudiantes de colegios públicos y privados a través de dinámicas encauzadas alrededor de una segunda lengua.   El Colegio Blue Valley y la Red de Jóvenes de Rincón Grande Pavas fueron los primeros aliados estratégicos de este proyecto, que actualmente continúa.
Como consecuencia de este proyecto se inicia el Programa de Voluntariado, que considera tres ejes: Amigos por el Inglés, Voluntarios y voluntarias nacionales y Colaboradores extranjeros.  En enero del 2009 llegan al país los primeros voluntarios extranjeros de Costa Rica Multilingüe y en marzo se convoca a representantes de la comunidad extranjera para dar a conocer el Programa Nacional de Voluntarios Residentes.
Conversaciones en su Comunidad, uno de sus programas estelares, ve la luz entre mayo y junio del 2009.  Para iniciar exitosamente esta iniciativa de grupos de conversación en diferentes idiomas, se cuenta con la colaboración de un aliado estratégico: el Centro Cultural Costarricense-Norteamericano (CCCN). Tras su primer año de implementación, Conversaciones en su Comunidad logra expandirse a través de varios puntos del país.
El año 2009 también resultó clave para configurar la base sobre la que operaría el proyecto EILE (Enseñanza de Inglés Como Lengua Extranjera). Los esfuerzos culminaron con la aprobación de donaciones por parte del Banco Interamericano de Desarrollo (BID) y la Fundación Costa Rica-USA (CRUSA) para ejecutar una serie de pilotos de investigación en escuela y colegios participantes en este proyecto.  
A partir de su lanzamiento, el 13 de abril del 2010, un total de 78 escuelas y 80 colegios han resultado beneficiados de la incorporación de tecnología en el aula de inglés, mediante una computadora con un software interactivo que guía el aprendizaje del segundo idioma.  El proyecto EILE es, a la fecha, el más grande y ambicioso de Costa Rica Multilingüe, y en él participan el Ministerio de Educación Pública (MEP),  el Banco Interamericano de Desarrollo (BID), la Fundación Costa Rica-USA (CRUSA), Sam Houston State University, Texas A&M University e INTEL. 
Durante el año 2010 la fundación ha logrado consolidar su posición con entidad líder en el área de enseñanza y aprendizaje de idiomas. Los días 30 de abril y 1 de mayo, Costa Rica Multilingüe organizó la primera Feria Nacional de Idiomas, que reunió a la mayoría de instituciones dedicadas a la instrucción de una segunda lengua y que contó con más de 4,000 visitantes.
El 2010 también mostró nuevos horizontes a Costa Rica Multilingüe.  Nuevos proyectos se sumaron a su caudal de acciones, como el proyecto de enseñanza del inglés en el marco del Programa Conjunto "Una Ventanilla Única para el Empleo Juvenil en Desamparados y Upala"; una iniciativa que trabaja en coordinación con Unesco (Organización de las Naciones Unidas para la Educación, la Ciencia y la Cultura). Un total de 45 jóvenes entre 15 y 35 años, en situaciones de vulnerabilidad se han visto beneficiados con esta labor.
También durante el 2010 se inició el proyecto Esquina de los Idiomas, que trabaja sobre una base de donaciones y voluntariado y que busca conformar espacios dedicados a la literatura en diferentes idiomas en bibliotecas públicas y municipales, así como en algunos centros escolares.